# Coviello (Theaterfigur)

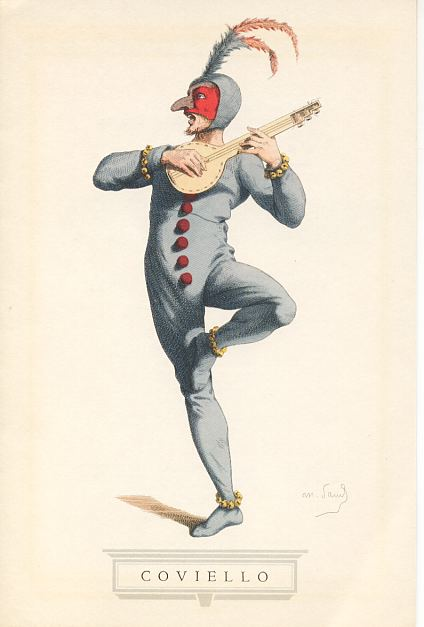
Coviello nach einer Figurine von Maurice Sand

Coviello ist eine männliche Zanni-, also Dienerfigur der Commedia dell’arte. Neben Arlecchino ist er häufig Partner des Pulcinella. Die Dominanz des ersteren mag jedoch der Grund sein, warum diese Maske ab dem 17. Jahrhundert von der Bühne verschwand.
Seine Attribute sind Federn auf dem Kopf und eine Mandoline in der Hand. Er ist prahlerisch, meist dumm und schlau zugleich, hat Witz und Verstand, und ist oft ein raffinierter Schwindler, der mit seiner Mandoline auch allerhand zweideutige Gesten vollführt.
Er ist z. B. in Molières Le Bourgeois gentilhomme (deutsch: Der Bürger als Edelmann) zu finden.